# Ronnie Meerts-de Leeuw
Rosette Gretha Ronnie Meerts-de Leeuw (geboren 29. März 1920 in Den Haag; gestorben 24. Oktober 2005 ebenda) war eine niederländische Grafikerin, Litographin und Radiererin.

## Leben
Rosette Gretha de Leeuw wurde am 29. März 1920 in Den Haag geboren. Sie war die Tochter von Jacob de Leeuw und Veronica Norden. Am 26. Oktober 1945 heiratete sie Emile Meerts, später bekam sie zwei Kinder. Genannt wurde sie Ronnie und unter dem Namen war sie auch bekannt. De Leeuw wurde an der Koninklijke Academie van Beeldende Kunsten in Den Haag ausgebildet und studierte an der Vrije Academie ebenfalls in Den Haag. Sie war Schülerin von Theo Bitter, Paul Citroen, Willemm Rodendaal und Aat Verhoog. Ihre Themen waren Stillleben, Landschaften, Stadtansichten, figürliche Darstellung und Tierdarstellungen.

## Mitgliedschaften
- 1964: Haagse Kunstkring, Den Haag
- 1969: Kunstkring Nederland
- 1969: Algemene Katholieke Kunstenaars Vereniging
- 1970: Voorschotense Kunstkring
- 1970: Arti et Industriae, Den Haag
- 1977: Schilderessenvereniging ODIS, Den Haag
- 1991: Culturele Raad Zuid-Holland Den Haag